# Ureterp aan de Vaart
Ureterp aan de Vaart (Fries: Oerterp oan de Feart) is een buurtschap in de gemeente Opsterland, in de Nederlandse provincie Friesland.
De buurtschap is een lintbebouwing rond de vroegere ligging van de Drachtster Compagnonsvaart (de weg wordt tegenwoordig nog steeds De Feart genoemd), tussen Frieschepalen en Drachten, parallel aan de A7. Een tijd lang was het de kern van het dorp Ureterp, totdat de buurtschap rondom de Weibuorren, zo'n kilometer naar het zuiden, het qua grootte inhaalde en definitief aan de haal ging met de naam Ureterp.
In het verleden werd Ureterp aan de Vaart onderscheiden door twee buurtschappen Dalen en Pietersburen. Tot Pietersburen behoorde de omgeving rondom de school aan de vaart. Tot Dalen behoorde de omgeving vanaf de Modderikswijk tot de Leidyk.
Dorpen: Bakkeveen · Beetsterzwaag · Drachten-Azeven · Frieschepalen · Gorredijk · Hemrik · Jonkersland · Langezwaag · Lippenhuizen · Luxwoude · Nij Beets · Olterterp · Siegerswoude · Terwispel · Tijnje · Ureterp · Waskemeer (klein deel) · Wijnjewoude

Buurtschappen: Allardsoog (deels) · Haneburen · Hanebuurt · Heidehuizen · Hemrikerverlaat · Klein Groningen · Kooibos · Kortezwaag · Moskou (deels) · Nieuwe Vaart · Oosterend · Oud Beets · Petersburg (deels) · Rolbrug · Selmien · Sparjebird · Uilesprong · Ureterp aan de Vaart · Voorwerk · Vosseburen · Welgelegen (deels) · Wijngaarden · Wijnjeterpverlaat

Friesland: Steden en dorpen      Nederland: Provincies · Gemeenten